# Tit Bud
Tit Bud (n. 24 decembrie 1846, Sat-Șugatag, România – d. 19 august 1917) a fost una din personalitățile Maramureșului din perioada Belle Époque. Tit Bud a fost preot greco-catolic, vicar al parohiilor române unite din Maramureș, din cadrul Episcopiei de Gherla, director al Internatului din Sighet, vicepreședinte al Asociațiunii pentru cultura poporului român din Maramureș, președinte al „Reuniunii docinților români din Maramureș”, autor de lucrări de istorie a bisericii din Maramureș, folclorist și vorbitor a șapte limbi.

## Biografie

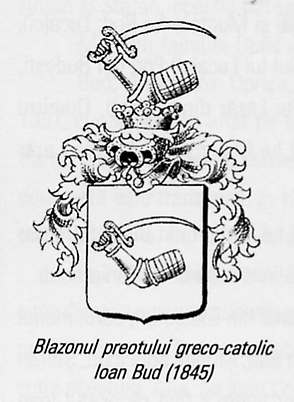
Blazonul tatălui lui Tit Bud la 1845

Tit Bud provenea din familia de nobili maramureșeni Bud, originari din Budești, cu diplomă de danie din 1361. Tit Bud s-a născut în 24 decembrie 1846 într-o veche casă parohială de lemn acoperită cu paie în Sat-Șugatag, Maramureș, fiu al preotului Ioan Bud, paroh în localitate între 1837-1856. A învățat azbuchirea în școala veche din sat, făcută din lemnele vechii biserici, apoi și-a continuat studiile la școala secundară din Sighet și Beiuș. A continuat studiile teologice la Seminarul Diecezan din Gherla (1865-1869), după care, între 1870-1873, funcționează ajutor de preot și învățător în Ieud. În 1873 a fost chemat de episcopul Mihail Pavel la Gherla, unde a împlinit funcția de notar consistorial. După plecarea episcopului la Oradea, Tit Bud s-a reîntors ca preot în satul natal, între 1880-1899. În acest răstimp el a ridicat aici o nouă școală, a lărgit casa parohială, a întărit veniturile bisericii și școlii. În 1893 a lărgit și reparat biserica și școala din filia Hărnicești. Din 1882 devine protopop al Cosăului iar din 1887 vicar al Maramureșului. Ca vicar a ridicat Biserica Adormirea Maicii Domnului din Sighet, prima biserică a românilor din Sighet, casa parohială și școala din Sighet. În 1899 și-a mutat reședința în Sighet, unde a împlinit funcția de preot paroh, pe lângă cea de vicar.
Tit Bud a decedat la 19 august 1917, în Sighet, în momentul în care reprezentanții armatei și autorităților locale au coborât clopotul din turn și acesta s-a spart pe caldarâmul din fața bisericii.

## Scrieri

Titlul cărții din 1911

- Ritual pentru pruncii școlari din școalele elementare poporale, Szamosújvár, Editura tipografiei diecezane, 1910, OCLC 1016479663
- Date istorice despre protopopiatele, parohiile mănăstirile române din Maramureș din timpurile vechi până în anul 1911, Gherla, Ed. Cu literile tipografiei diecezane, 1911, OCLC 1016492105
- Tipic preoțesc din cărțile rituale, Tipografia "Aurora" A. Todoran, Gherla, 1894, OCLC 1016473879
- Viața sânților, Gherla, Tipografia Diecesană, 1897, OCLC 1043310920
- Tipic bisericesc din cărțile rituali și manuale de acest soiu, Gherla, Cu literile tipografiei diecezane, 1906, OCLC 1016473661
- Isămnări [sic] și date despre înființarea parochiei gr.-cat. române din Sigetul Maramureșului (Máramarossziget), Gherla, Tipariul Tipografiei Diecesane, 1905, OCLC 895400186, OCLC 1132624506
- Catechese pentru pruncii scolari din scolele elementare poporale, Gherla, 1977, OCLC 1079076030
- Poezii populare din Maramureș[10], Bucharest 1908, 86 p. (Publicat de Academia Română), OCLC 162631091
- Concordantia biblica reale sau locuri scripturali in ordinea alfabetica a materiilor diverse, 2 părți, Gherla, 1876, OCLC 1079078615
- Cuventari funebrale și iertațiuni din auctori renumiți și din scriptele [lui] Georgiu Molnaru, fost paroh protopop în Turț, Gherla, 1878, OCLC 1079234867
- Asociațiunea pentru cultura poporului romîn din Maramureș: istoric, realizări, Transilvania, 1902, OCLC 898938978
- Disertațiune despre episcopii și vicarii români din Maramureș, Tipografia Diecezană, Gherla, 1891.[11]
- Viața Preacuratei Maria, Gherla 1879, Vlll+115 p.;
- Indreptar practic pentru păstorii sufletești, Gherla, 188 VIII+701 p.,
- Traduceri:
  - De unde nu este rentorcere: roman de Adrien Gabrielly, Pesta, 1872 OCLC 1043083413
  - Traduceri din A. Daudet

Colaborări la:
- Familia - Oradea,
- Transilvania - Sibiu,
- Unirea - Blaj,
- Amicul Familiei - Gherla,
- Gutinul - Baia Mare ș.a.